# Aipysurus foliosquama
Espèce
Statut de conservation UICN

 CR A2ac; B2ab(iii,v) : 
En danger critique
Le Serpent de mer à écailles (Aipysurus foliosquama) est une espèce de serpents venimeux de la famille des Elapidae, endémique de deux récifs coralliens de la mer de Timor, entre l'Indonésie et l'Australie.
Aipysurus foliosquama se rencontre dans les eaux peu profondes et le platier externe des deux récifs coralliens Ashmore et Hiberna.
Aipysurus foliosquama a été décrite pour la première fois par Smith en 1926. Plus aucun spécimen n'a été observé depuis 2001 alors que la population variait de 4 000 à 9 000 individus pendant la décennie précédente. Victime de plus de 90 % de sa population, l'espèce est particulièrement menacée. À ce titre, l'Union internationale pour la conservation de la nature la considère ainsi comme une « espèce en danger critique d'extinction » (CR) et l'a intégrée à la liste des 100 espèces les plus menacées au monde en septembre 2012.

## Taxinomie
L'espèce est décrite pour la première fois en 1926 par l'herpétologiste britannique Malcolm Arthur Smith sur la base de 17 individus recueillis par des pêcheurs malais. Elle a pour synonyme Smithsohydrophis foliosquama.

## Classification
Selon l'ITIS, le genre Aipysurus contient 7 espèces dont Aipysurus foliosquama. L'étude de l'espèce Aipysurus laevis appartenant au même genre et habitant les mêmes récifs mais avec une variation de profondeur bien plus importante a montré que les échanges génétiques sont très faibles entre les sous-populations des trois récifs où elle est enregistrée. Par analogie, les deux sous-populations d'A foliosquama connus sur deux récifs quelque peu éloignés bénéficieraient d'un brassage génétique réduit.

## Écologie

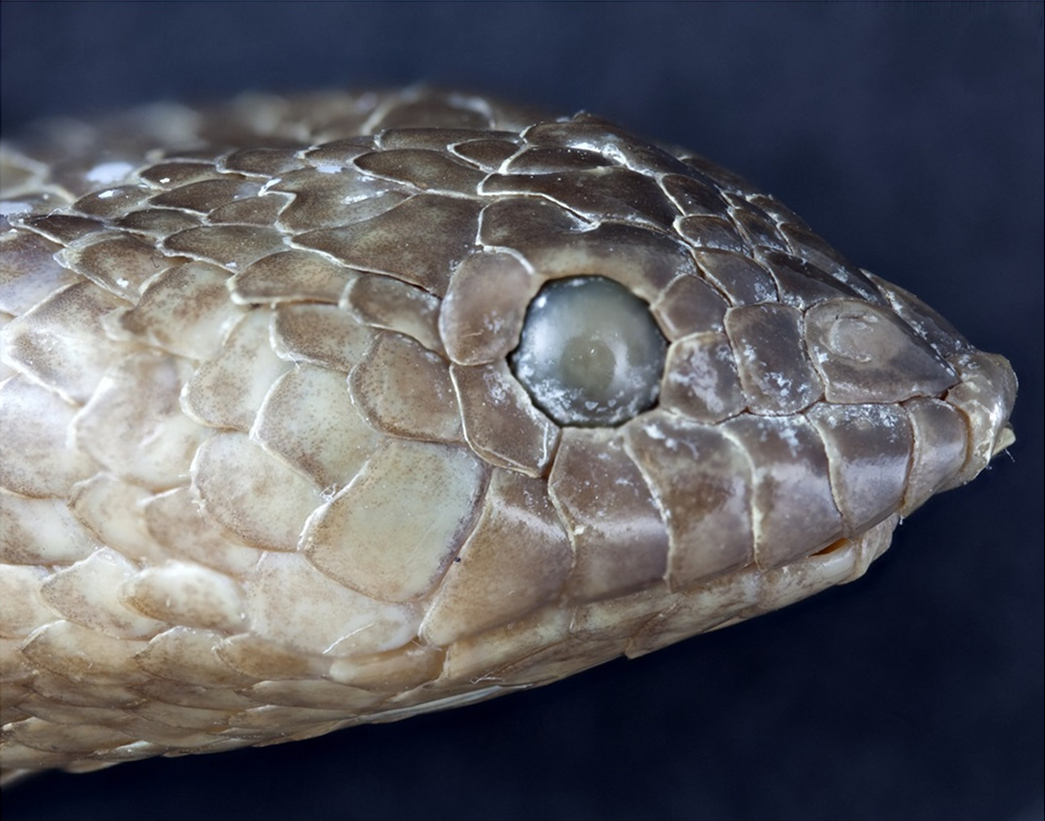
La tête

### Alimentation
Aipysurus foliosquama se nourrit de petits poissons coralliens qu'il trouve dans les anfractuosités du récif.

### Comportement
Les individus sont solitaires mais des regroupements avec d'autres espèces de serpents de mer ont été observés.

### Reproduction
L'espèce serait mature à deux ans, pour une longévité approximative de 8 à 10 ans.

## Distribution et habitat

### Répartition

Carte de répartition dAipysurus foliosquama en mer de Timor entre l'Indonésie et la côte nord-ouest de l'Australie.

Cette espèce marine se rencontre dans les eaux de l'Australie en mer de Timor près des récifs Ashmore et Hibernia à mi-chemin entre la côte nord-ouest de l'Australie et l'Indonésie. La superficie n'excède pas 10 km2 et l'amplitude de profondeur à laquelle on trouve l'espèce est très réduite. L'espèce est inconnue sur le récif Scott, ni aucun autre récif de la région du récif Ashmore. L'espèce a été observée en de rares occasions en dehors des deux récifs où elle est connue, mais il s'agit probablement d'individus errants, non-représentant d'une sous-population identifiée géographiquement.

### Habitat
L'habitat-type est le platier externe du récif et ses eaux peu profondes, à moins de 10 mètres.

## Aipysurus foliosquamaet l'Homme

### Menaces
La population de l'espèce est inconnue. Dans les années 1990, elle représente 50 % des serpents marins recensés sur les deux récifs pour une population estimée entre 4 000 à 9 000 spécimens. Depuis 2001, plus aucun spécimen n'a été observé, malgré d'intenses recherches, notamment en 2006, 2007 et 2009. L'espèce aurait donc perdu plus de 90 % de ses spécimens en 15 ans. Par conséquent, Aipysurus foliosquama est considérée comme une espèce en « danger critique d'extinction » par l'Union internationale pour la conservation de la nature (UICN). Elle apparaît dans la liste des 100 espèces les plus menacées dans le rapport Worthless or Priceless présenté le 11 septembre 2012 par la Commission de sauvegarde des espèces (CSE) de l'UICN et la Société zoologique de Londres (ZSL) au cours du congrès mondial de la nature de l’UICN en Corée.
L'espèce est menacée d'extinction pour des raisons inconnues. En effet, elle n'est pas pêchée pour sa consommation, ni capturée illégalement, ni victime de prise accidentelle par les chaluts. Deux hypothèses principales et non-contradictoires sont avancées : la dégradation de son habitat par le déclin de la santé globale de l'écosystème et le blanchissement des coraux due à augmentation de la température des eaux peu profondes. Toutefois, les épisodes connus de détérioration des coraux n'ont pas tous affecté les récifs hôtes d'Aipysurus foliosquama : ainsi celui de 1998 n'a pas touché le récif Ashmore. D'autres pistes ont été avancées comme l'augmentation de la température de l'eau qui, si elle excède 36°, serait mortelle pour l'espèce. La dégradation de l'écosystème actuel, en partie dus aux changements climatiques, pourrait avoir comme conséquence la raréfaction des espèces de petits poissons de récif qui constitue la base de l'alimentation de l'espèce.

### Protection
Le récif Ashmore est une réserve naturelle depuis 1983 et bénéficie d'une surveillance constante pour empêcher la pêche illégale. Les plans de protection n'ont été mis en place que tardivement, 1990 pour celui de l'Australian National Parks and Wildlife Service et 2002 pour ce lui du Commonwealth of Australia. Toutefois, ces plans n'ont pas pour but spécifique de réduire la menace qui pèse sur les récifs coralliens ni la sauvegarde d'espèces particulières mais la protection de la biodiversité et la qualité de l'habitat.

## Publication originale
- Smith, 1926 : Monograph on the Sea Snakes (Hydrophiidae). British Museum, London, p. 1-130.